# Gematik

Logo bis 2019

Die Gematik GmbH (eigene Schreibweise: gematik, zuvor gematik – Gesellschaft für Telematikanwendungen der Gesundheitskarte mbH) wurde im Januar 2005 von den Spitzenorganisationen des deutschen Gesundheitswesens gegründet, um gemäß gesetzlichem Auftrag die Einführung, Pflege und Weiterentwicklung der elektronischen Gesundheitskarte (eGK) und ihrer Infrastruktur in Deutschland voranzutreiben, zu koordinieren und die Interoperabilität der beteiligten Komponenten sicherzustellen.
Die Gesellschafter der Gematik sind das Bundesministerium für Gesundheit (BMG), die Bundesärztekammer (BÄK), die Bundeszahnärztekammer (BZÄK), der Deutsche Apothekerverband (DAV), die Deutsche Krankenhausgesellschaft (DKG), der Spitzenverband der Gesetzlichen Krankenversicherungen (GKV-SV), der Verband der Privaten Krankenversicherung (PKV), die Kassenärztliche Bundesvereinigung (KBV) und die Kassenzahnärztliche Bundesvereinigung (KZBV).
Seit dem Jahr 2019 hält das Bundesgesundheitsministerium 51 Prozent der Geschäftsanteile und besitzt somit seitdem die Kontrolle über Gematik. Der GKV-Spitzenverband, der 22,05 Prozent hält, finanziert die Arbeit der Gematik zu 93 Prozent mit einem Betrag in Höhe von 1,50 Euro je Mitglied der Gesetzlichen Krankenversicherung. Der Verband der Privaten Krankenversicherung ist seit dem 3. April 2020 wieder mit 2,45 Prozent an der Gematik beteiligt. Dazu hat der GKV-Spitzenverband 2,45 Prozent der Gematik-Geschäftsanteile an den PKV-Verband übertragen. Der PKV-Verband finanziert die Arbeit der Gematik zu 7 Prozent. Darüber hinaus hat das Bundesministerium für Gesundheit diesen Betrag entsprechend dem Finanzbedarf (Mittelbedarf) der Gematik und unter Beachtung der Wirtschaftlichkeit durch die Rechtsverordnung in den letzten Jahren jeweils angepasst. Die restlichen 24,5 Prozent der Geschäftsanteile verteilen sich auf die Spitzenorganisationen der Leistungserbringer.

## Leitung
- Seit dem 1. Juli 2015 war Alexander Beyer Geschäftsführer der Gematik. Zuvor hatte der Jurist dort zehn Jahre lang den Bereich Recht geleitet. Im Januar 2019 kritisierte der Bundesrechnungshof die Rolle der Gematik[6] und Beyer widersetzte sich Reformplänen des damaligen Gesundheitsministers Spahn.[7] Sein Nachfolger als Alleingeschäftsführer wurde zum 1. Juli 2019 der frühere Pharma-Manager Markus Leyck Dieken.[8][9]
- Seit 2024 sind Florian Hartge, Florian Fuhrmann und Brenya Adjei gleichberechtigte Geschäftsführer.[10]

## Gesetzliche Grundlage
Gründung, Existenz und Zweck der Gematik basieren auf gesetzlichen Grundlagen, die in § 291b des Fünften Sozialgesetzbuches (SGB V) verankert sind. Dort werden auch die Aufgaben beschrieben, die von der Gematik zu erfüllen sind, im Wesentlichen:
- technische Spezifikation der erforderlichen Datenformate, Dienste und Komponenten für die Telematikinfrastruktur entwickeln
- Test und Zulassung der Dienste und Komponenten (Erbringung bzw. Zulieferung erfolgt durch die Industrie)
- Betrieb eines Teils der Telematikinfrastruktur

Das „E-Health-Gesetz“ von 2015 legte den Grundstein zur Einführung einer elektronischen Patientenakte und eines elektronischen Patientenfachs (ePF). Dies sollte gesetzlich Versicherten und Leistungserbringern einrichtungsübergreifend den ständigen Zugriff auf Behandlungsdaten ermöglichen wie auch auf selbst gespeicherte Messwerte, elektronische Arztbriefe, Behandlungsberichte und Medikationspläne.
Die Gematik wurde nach § 291a Absatz 5c des Fünften Buches Sozialgesetzbuch (SGB V) verpflichtet, bis Ende 2018 technische und organisatorische Verfahren für eine fall- und einrichtungsübergreifende Dokumentation zu erarbeiten.

## Anwendungen
- E-Rezept
- Deutsche Elektronische Patientenakte (ePA)
- TI-Messenger (TIM), Telematikinfrastruktur-Messenger[12] auf Basis des Matrix-Protokolls
- Kommunikation im Medizinwesen (KIM)
- Elektronische Gesundheitskarte inklusive Speicherung von Notfalldaten
- Digitale Identitäten im Gesundheitswesen (Gesundheits-ID) als Alternative zur Gesundheitskarte[13][14]
- ISiK
- DEMIS

## Gesellschafter
Die Gesellschafter der Gematik sind das Bundesministerium für Gesundheit und die Spitzenorganisationen im deutschen Gesundheitswesen, welche sich in die beiden Gruppen Leistungserbringer (Ärzte, Zahnärzte, Psychotherapeuten, Apotheker, Krankenhäuser, Hebammen, Physiotherapeuten, Rettungsdienste etc.) und Kostenträger (Krankenkassen; die privaten Krankenversicherer hatten zwischen 2012 und April 2020 keine Gesellschaftsanteile) unterteilen lassen.
Die Kostenträger sind ebenfalls im Wesentlichen über ihren Spitzenverband beteiligt.

### Kritik an der Zusammensetzung
- Bis 2019 wurde die Zusammensetzung der Gematik aus je 50 Prozent Kassenvertretern und Leistungserbringern (u. a. Ärzte, Apotheker) kritisiert, da sie Entscheidungsfindungen selbst in kleinsten technischen Details erschwerte. „Die Gesellschaft für Telematik-Anwendungen der Gesundheitskarte, kurz Gematik, musste im Laufe ihres fast fünfzehnjährigen Bestehens reihenweise Projektvorgaben einkassieren. Verantwortlich dafür sind in erster Linie ihre Gesellschafter, die Verbände von Krankenkassen, Ärzten, Krankenhäusern und Apothekern – die sogenannte Selbstverwaltung. Die Lobbygruppen machen die Gematik nahezu beschlussunfähig, weil sie sich in zentralen Fragen nicht einigen.“[15]
- „Die Entscheidungsprozeduren der gemeinsamen Selbstverwaltung sind für ein solches Großprojekt zu schwerfällig, die gegenseitige Blockade wird allzu häufig belohnt“ sagte Susanne Mauersberg von der Verbraucherzentrale.[15]
- Seit der Bundestagswahl 2009 erwogen die Gesellschafter eine Neustrukturierung der Gematik. Ziel war eine neue Aufgabenverteilung bei den Anwendungen mit klar abgesteckter Durchführungsverantwortung. So wären z. B. Ärztevertreter für die zeitnahe Einführung einer sicheren Arzt-zu-Arzt-Kommunikation (Arztbrief) bzw. für die Anwendung Notfalldaten zuständig gewesen, Krankenkassen für das Versichertenstammdatenmanagement und Apotheker für das geplante eRezept. Laut Pablo Mentzinis von der Bitkom könnten die Beteiligten jetzt nicht mehr der Gematik den Schwarzen Peter zuschieben. Es gäbe Projektleiter, die persönlich verantwortlich seien.[15]
- Da die Bundesärztekammer als Gematik-Gesellschafter dem Unternehmenszweck (der Gesundheitskarten-Einführung) verpflichtet wurde, stimmte der 113. Deutsche Ärztetag 2010 erneut gegen das Projekt. Der niedersächsische Vertreter Axel Brunngraber kündigte weitere Maßnahmen der ärztlichen Selbstverwaltung an: „Wir haben in den vergangenen Jahren wichtige Bollwerke geschaffen und das Projekt auf Jahre hin gestoppt, und das werden wir auch weiter durchhalten“.[16]

### Änderung der Mehrheitsverhältnisse
Im Januar 2019 schlug Gesundheitsminister Jens Spahn vor, durch eine Gesetzesänderung dem Bund 51 Prozent der Anteile und damit die Kontrolle über die Gematik-Gesellschaft zuzuweisen, um unter anderem die Einführung der elektronischen Patientenakte schneller voranzutreiben. Beschlüsse sollten zudem mit einfacher Mehrheit erfolgen, um den Aufbau und die Einführung des sicheren Gesundheitsdatennetzes zu beschleunigen. Die Änderungen traten mit dem Terminservicegesetz am 11. Mai 2019 in Kraft. Zuvor hielt der GKV-Spitzenverband die Hälfte der Stimmrechte in der Gematik. Die andere Hälfte lag bei den Verbänden der Ärzte, Zahnärzte, Krankenhäuser und Apotheker. Ihre Anteile wurden entsprechend geschrumpft.

## Weitere Gremien
Die gesetzliche Grundlage der Gematik fordert die Einrichtung eines Beirats, der die Gesellschaft in fachlichen Belangen berät. Die Zusammensetzung des Beirats ist ebenfalls in § 291b des SGB V festgelegt und umfasst:
- Vertreter der Länder
- Vertreter der für die Wahrnehmung der Interessen der Patienten und der Selbsthilfe chronisch kranker und behinderter Menschen maßgeblichen Organisationen
- Vertreter der Wissenschaft
- Vertreter der für die Wahrnehmung der Interessen der Industrie maßgeblichen Bundesverbände aus dem Bereich der Informationstechnologie
- Den Bundesbeauftragten für den Datenschutz und die Informationsfreiheit
- Den Beauftragten der Bundesregierung für die Belange der Patientinnen und Patienten

Von Organisationen oder Bundesbehörden können weitere Vertreter in den Beirat berufen werden. Hiervon wird auch Gebrauch gemacht. Die jeweilige Zusammensetzung des Beirats ist auf den Internetseiten der Gematik nachlesbar. Der Beirat darf der Gesellschafterversammlung Themen von grundsätzlicher Bedeutung zur Beschäftigung vorlegen und muss vor ebensolchen Entscheidungen gehört werden.
Darüber hinaus verfügt die Gematik über einen Digitalbeirat, der sich im Juni 2024 erstmalig konstituiert hat. Dieser Digitalbeirat hat die Aufgabe, die Gematik zu Fragen des Datenschutzes und der Datensicherheit sowie zur Nutzerfreundlichkeit der Anwendungen der Telematikinfrastruktur (TI) zu beraten. Mitglieder sind unter anderem BSI-Präsidentin Claudia Plattner, Louisa Specht-Riemenschneider (BfDI), Dennis-Kenji Kipker und Alena Buyx.
Neben dem Beirat existiert ein Fachausschuss aus Vertretern der Gesellschafter, der die Gematik in speziellen fachlichen Fragen berät.

## Kostenstruktur
Die Gematik schätzte die Gesamtkosten des Projekts auf 14 Milliarden Euro. Es gab bis 2013 keine Kosten-Nutzen-Analyse des eGK-Projekts.

### Zu beachten
Deutlich zu beachten ist dabei, dass die meisten dieser Digitalisierungs-Kosten, wie z. B. die Kosten für die ab dem Jahr 2016 herausgegebene zweite Generation der elektronischen Gesundheitskarte (ab Beginn 2019 können Versicherte nur noch eine Karte der 2. Generation – eine sogenannte G2-Karte – benutzen), die etwa zehnmal so viel kosten sollte wie die erste Generation (die Gesetzlichen Kassen rechneten hierfür somit mit erneuten Kosten von 1 Milliarde Euro), gar nicht über den Haushalt bzw. das Budget der Gematik laufen: Die meisten der Digitalisierungs-Kosten laufen direkt über die GKV-Mitglieder, also entweder direkt von den Gesetzlichen Krankenkassen an die Hersteller z. B. der elektronische Gesundheitskarte (eGK) oder über verschiedene TI-Zuschläge an die Leistungserbringer von gesetzlichen Gesundheitsleistungen im stationären Gesundheitssektor als auch im Sektor der Vertragsärztlichen Behandlung.

### Konkrete Höhe der Kosten
Zur konkreten Höhe der Kosten bei der Gematik gibt es unterschiedliche Angaben, so u. a.:
- Lt. 2014: Die bis 2013 amtierende Staatssekretärin im Bundesministerium für Gesundheit, Ulrike Flach, bestätigte, dass das Projekt schon 2009 1,5 Milliarden Euro gekostet habe. Bis Anfang 2013 betrugen nur die internen Ausgaben der Gematik 630 Millionen Euro, inzwischen mehr als 700 Millionen Euro.[21]
- Lt. 2024: Allein der GKV-Spitzenverband finanzierte nach eigenen Angaben die Gematik in den Jahren zwischen 2008 und 2022 durch Zahlungen in Höhe von insgesamt 774,6 Millionen Euro. Laut der Gematik trägt zudem die PKV 7 Prozent der Finanzierung, gemessen an den GKV-Zahlen würde die Summe damit bei ca. 58 Millionen Euro liegen und die Gesamtsumme für 2008 bis 2022 läge bei rund 833 Millionen Euro.[22]

Das Stammkapital der Gematik beträgt 25.000 € (der Betrag, für den das Unternehmen haftet).

## Kritik
Im Jahr 2022 kritisierte der Chaos Computer Club die Gematik für den zwangsweisen Austausch von Konnektoren, speziellen Internetroutern mit eingebauten Sicherheitszertifikaten, in Arztpraxen und bei anderen Gesundheitsdienstleistern. Dieser mit dem Ablauf der Zertifikate begründete Austausch kostet die Krankenkassen potentiell hunderte Millionen Euro. Wie der Chaos Computer Club nachwies, lassen sich die Zertifikate auch kostengünstig durch Software-Updates erneuern.
2022 verweigerte der Bundesdatenschutzbeauftragte Ulrich Kelber seine Zustimmung für einen einfacheren Weg, das E-Rezept einzulösen. Es müsse auf jeden Fall bei jeder Nutzung die 6-stellige PIN eingegeben werden, einfacher gehe es nicht. Die Gematik kündigte jedoch an, ein vereinfachtes Verfahren (also ohne die Notwendigkeit der Eingabe der persönlichen Identifikationsnummer) einzuführen. Dies wurde auch umgesetzt, so dass nun keine PIN mehr notwendig ist.